# فيسنتي برون
فيسنتي برون هو متسابق يخت برازيلي، ولد في 14 أبريل 1947.

## وصلات خارجية
- فيسنتي برون على موقع أوليمبيديا (الإنجليزية)